# Alpen Cup w kombinacji norweskiej 2016/2017
Alpen Cup w kombinacji norweskiej 2016/2017 to kolejna edycja tego cyklu zawodów. Rywalizacja rozpoczęła się 17 września 2016 r. w niemieckim Winterbergu, a zakończyła się 12 marca 2017 we francuskim Chaux-Neuve. Zawody były rozgrywane w Niemczech, Austrii, Słowenii i Francji.
Tytułu z poprzedniej edycji bronił Francuz Laurent Muhlethaler. W tym sezonie natomiast najlepszy okazał się Włoch Aaron Kostner.

## Kalendarz i wyniki
| Lp. | Data                | Miejscowość  | Dystans               | 1. miejsce        | 2. miejsce         | 3. miejsce        |
| --- | ------------------- | ------------ | --------------------- | ----------------- | ------------------ | ----------------- |
| 1.  | 17 września 2016    | Winterberg   | Gundersen HS87/10 km  | Martin Hahn       | Justin Moczarski   | Max Holland       |
| 2.  | 18 września 2016    | Winterberg   | Gundersen HS87/5 km   | Justin Moczarski  | Maximilian Pfordte | Christian Deuschl |
| 3.  | 1 października 2016 | Hinterzarten | Gundersen HS108/5 km  | Simon Hüttel      | Christian Deuschl  | Manuel Einkemmer  |
| 4.  | 2 października 2016 | Hinterzarten | Gundersen HS108/10 km | Christian Deuschl | Justin Moczarski   | Lilian Vaxelaire  |
| 5.  | 17 grudnia 2016     | Seefeld      | Gundersen HS109/10 km | Mika Vermeulen    | Marc Luis Rainer   | Aaron Kostner     |
| 6.  | 18 grudnia 2016     | Seefeld      | Gundersen HS109/5 km  | Vid Vrhovnik      | Philip Beikircher  | Tim Kopp          |
| 7.  | 14 stycznia 2017    | Schonach     | Gundersen HS106/10 km | Mika Vermeulen    | Marc Luis Rainer   | Martin Hahn       |
| 8.  | 15 stycznia 2017    | Schonach     | Gundersen HS106/5 km  | Martin Hahn       | Lilian Vaxelaire   | Mael Tyrode       |
| 9.  | 25 lutego 2017      | Kranj        | Gundersen HS109/10 km | Mika Vermeulen    | Theo Rochat        | Aaron Kostner     |
| 10. | 26 lutego 2017      | Kranj        | Gundersen HS109/5 km  | Jonas Welde       | Rok Jelen          | Edgar Vallet      |
| 11. | 11 marca 2017       | Chaux-Neuve  | Gundersen HS118/10 km | Luis Lehnert      | Aaron Kostner      | Lilian Vaxelaire  |
| 12. | 12 marca 2017       | Chaux-Neuve  | Gundersen HS118/5 km  | Aaron Kostner     | Florian Dagn       | Luis Lehnert      |

## Klasyfikacja generalna
| M.  | Zawodnik          | Punkty |
| --- | ----------------- | ------ |
| 1.  | Aaron Kostner     | 513    |
| 2.  | Marc Luis Rainer  | 408    |
| 3.  | Lilian Vaxelaire  | 389    |
| 4.  | Christian Deuschl | 380    |
| 5.  | Mika Vermeulen    | 369    |
| 6.  | Martin Hahn       | 352    |
| 7.  | Samuel Mraz       | 348    |
| 8.  | Luis Lehnert      | 322    |
| 9.  | Vid Vrhovnik      | 320    |
| 10. | Theo Rochat       | 284    |

| Lp. | Drużyna  | Punkty |
| --- | -------- | ------ |
| 1.  | Niemcy   | 2921   |
| 2.  | Austria  | 2783   |
| 3.  | Francja  | 1206   |
| 4.  | Włochy   | 811    |
| 5.  | Słowenia | 536    |